# 老河口站
老河口站是一个汉丹线上的铁路车站，位于湖北省襄阳市老河口市胜利路，建于1962年，目前为四等站，邮政编码为441814。目前客运：不办理旅客乘降；行李、包裹托运；货运：办理整车、零担、集装箱货物发到。